# Goniopora stutchburyi
Goniopora stutchburyi là một loài san hô trong họ Poritidae. Loài này được Wells mô tả khoa học năm 1955.